# Институт систем информатики
Институ́т систе́м информа́тики и́мени А. П. Ершо́ва СО РАН — научно-исследовательский институт Сибирского отделения РАН, организованный в 1990 году. Расположен в Новосибирске.
Основными направлениями научных исследований  Института являются теоретические и методологические основы создания систем информатики, в  том числе:
- теоретические основания  информатики
- методы и инструменты построения  программ повышенной надежности и эффективности
- методы и системы искусственного  интеллекта
- системное и прикладное программное  обеспечение перспективных вычислительных машин, систем, сетей и комплексов

## История

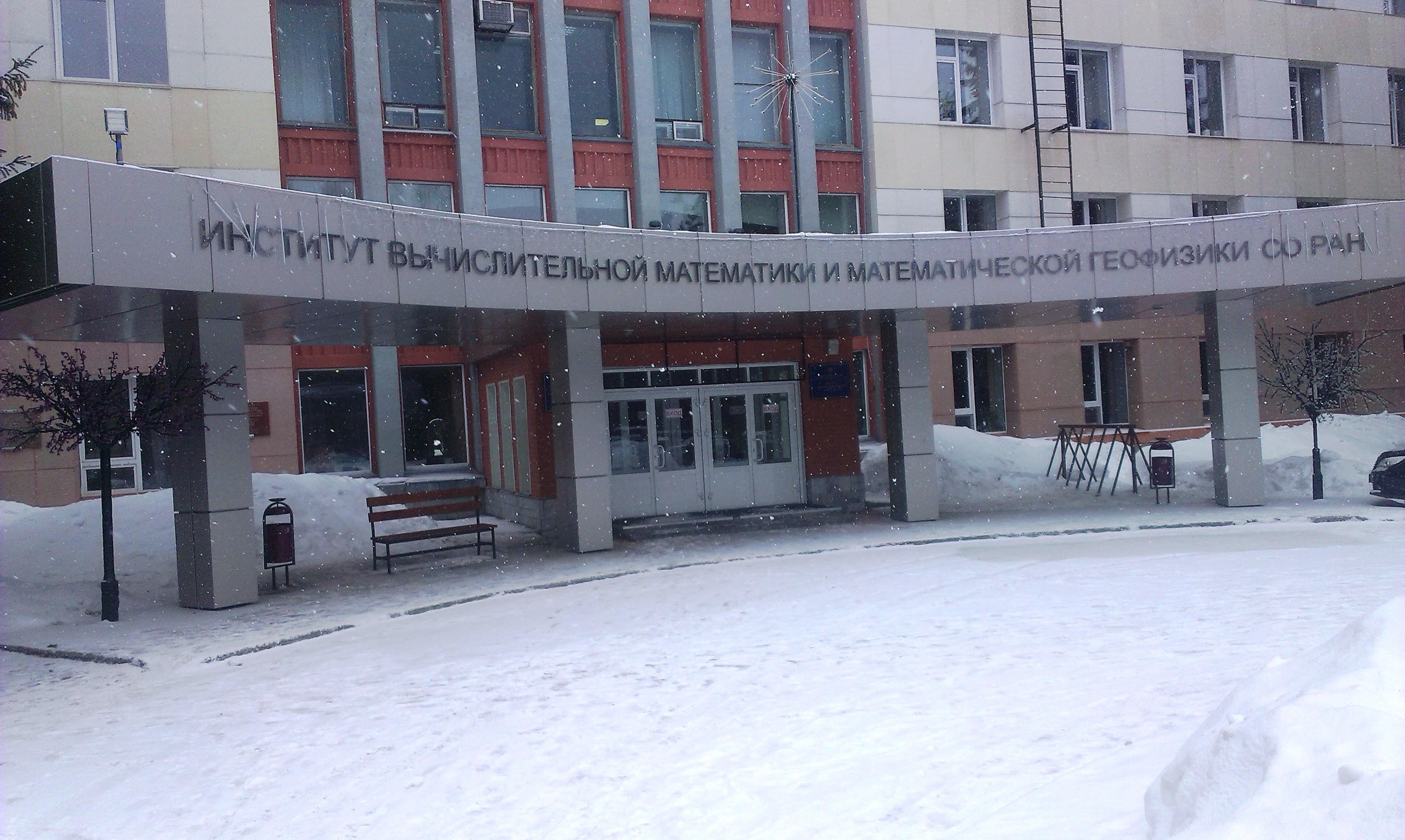
Проходная институтов ИВМиМГ СО РАН и ИСИ СО РАН

Свою историю институт начинает с 1958 года, когда в Институте математики СО АН СССР был создан Отдел программирования, возглавляемый Андреем Петровичем Ершовым. В 1964 году Отдел программирования был переведен в организованный тогда Вычислительный центр СО АН СССР. Шестидесятые и семидесятые годы стали временем роста Отдела и расширения тематики научных исследований. В круг интересов А.П. Ершова, его коллег и учеников вошли, кроме разработки компиляторов, многие другие задачи системного и теоретического программирования, проблематика искусственного интеллекта, эксперименты в области архитектуры ЭВМ. Таким образом была создана Сибирская школа системного и теоретического программирования, занимающая заметные позиции во многих областях научных исследований. Институт систем информатики был создан в 1990 году на базе коллектива, который многие годы возглавлял А.П. Ершов, в соответствии с распоряжением Совета Министров СССР от 10.11.1989 г. В 1995 г. ИСИ СО РАН было присвоено имя академика А.П. Ершова.  В сентябре 1997 года ИСИ СО РАН вошёл в Объединенный институт информатики Сибирского отделения Российской академии наук. В 1998 году в соответствии с Федеральным законом «О науке и государственной  научно-технической политике» Институт систем информатики им. А.П. Ершова СО РАН получил государственную аккредитацию Министерства науки и технологий Российской Федерации в качестве научно-исследовательского  учреждения.

## Структура
- Лаборатория теории параллельных процессов
- Лаборатория теоретического программирования
- Лаборатория информационных систем
- Лаборатория искусственного интеллекта
- Лаборатория смешанных вычислений
- Лаборатория системного программирования
- Лаборатория конструирования и оптимизации программ
- Лаборатория моделирования сложных систем
- Лаборатория системной динамики

## Директора
- с 1990 года — Котов Вадим Евгеньевич, член-корр. РАН, д.ф.-м.н., профессор
- с 1991 года — Поттосин Игорь Васильевич, д.ф.-м.н., профессор
- с 1998 года — Марчук Александр Гурьевич, д.ф.-м.н., профессор
- с 2018 года — Пальянов Андрей Юрьевич, д.ф.-м.н.